# 平坂讀
平坂讀（日语：／ Hirasaka Yomi，7月29日—）是出生於日本岐阜縣的輕小說作家。在MF文庫J發表輕小說出道作《幽靈戀人》，獲得第0屆MF文庫J輕小說新人獎優秀賞榮譽。作品大多於MF文庫J發表，臺灣中文版多由東立出版社代理。

## 作品

### 輕小說
- MF文庫J（Media Factory）刊載
  - 幽靈戀人、原名（插圖：片瀨優，2004年9月 - 2005年8月、全4卷，中文版由东立出版社、新星出版社代理）
  - 月兔升空時、原名（插圖：、2006年3月 - 12月、全4卷，中文版由东立出版社代理）
  - 骷髏戀人、原名（插圖：、2007年6月 - 2008年11月、全7卷、「骷髏戀人∞（無限）」2009年4月），中文版由东立出版社代理）
  - 輕小說社、原名（插圖：陽太、2008年9月 - 2009年7月、全3卷，中文版由东立出版社代理）
  - 我的朋友很少、原名（插圖：馬口鐵、2009年8月 - 2015年8月、全11卷 + 番外篇1卷 + 其他作家的同人選集2卷，中文版由尖端出版代理）

- 同人選集
  - 瑪莉亞†狂熱、原名（原作：遠藤海成、MF文庫J、Media Factory、2009年3月）

- 小學館
  - 如果有妹妹就好了。、原名（插圖：カントク，2015年3月−2020年2月、14卷已完結，中文版由东立出版社代理）
  - 怪人的沙拉碗、原名（插圖：カントク，2021年10月−，已出6卷，中文版由東立出版社代理）

- GA文庫
  - 截稿日之前，百合的進度特別快、原名（插圖：U35，2020年12月−，中文版由东立出版社代理）

### 漫畫原作
- 隻眼ノ少年 オカルトメイデン〜影章〜（日语：隻眼ノ少年 オカルトメイデン〜影章〜）（《YOUNG GANGAN》，作畫：茶戶、2014年1月 - 2014年8月、全2卷）
- （《月刊Comic Alive》，作畫：、2013年12月號 - 2015年1月號、全1卷）

### 遊戲腳本
- iPhone端末用・Android端末用
  - （史克威尔艾尼克斯、2013年11月）
  - 鎖鏈戰記MEDIA FACTORY聯動劇本（SEGA、2014年）
  - 鎖鏈戰記KADOKAWA聯動主劇本（SEGA、2016年）

## 樂曲提供
2013年
- Be My Friend（作詞）
- （作詞）
- 送信履歷（作詞）
- FANTASISTA（作詞）

## 動畫
2013年
- 我的朋友很少NEXT：劇本統籌（與浦畑達彥合作）

2017年
- 如果有妹妹就好了。：劇本統籌、劇本

2024年
- 怪人的沙拉碗：劇本統籌、劇本（與山下憲一合作）

## 外部連結
- 平坂讀的X（前Twitter） （日語）